# هانسیورگ یاکله
هانسیورگ یاکله (انگلیسی: Hansjörg Jäkle؛ زادهٔ ۱۹ اکتبر ۱۹۷۱) اسکی‌باز پرش اهل آلمان بود.